# Piccole donne (album)
(Stella biona)
Piccole donne è un album della cantante italiana Dori Ghezzi, pubblicato nel 1983.

## Il disco
L'album viene messo in commercio successivamente alla partecipazione al Festival di Sanremo 1983 di Dori Ghezzi con il pezzo Margherita non lo sa che ottiene un terzo posto al festival e buon successo di vendite.
Altri singoli estratti e portati al Festivalbar e ad altre manifestazioni canore di quell'anno sono la title track Piccole donne e Vola via.
Va segnalata la partecipazione artistica di Ivano Fossati che suona la chitarra in alcuni brani. Tutti i pezzi sono firmati per la musica da Oscar Prudente e la stesura di tutti i testi è affidata al paroliere Oscar Avogadro, che in molti testi, coerentemente al titolo del disco, fa riferimenti all'universo femminile, raccontando di "piccole donne" e dei loro pensieri e sentimenti.

## Tracce
Testi di Oscar Avogadro e Carlo Facchini, musiche di Oscar Prudente.
1. Piccole donne
2. Vola via
3. Stella bionda – Testo di Oscar Avogadro e Carlo Facchini
4. Luna park
5. Margherita non lo sa
6. Notte
7. Quando dormi
8. Ma che festa sarà

## Formazione
- Dori Ghezzi – voce, cori
- Ivano Fossati – chitarra elettrica, flauto
- Aldo Banfi – sintetizzatore
- Angelo Arienti – chitarra
- Alberto Baldan Bembo – pianoforte, sintetizzatore, Fender Rhodes
- Ellade Bandini – batteria
- Vince Tempera – pianoforte
- Massimo Luca – chitarra elettrica
- Pier Michelatti – basso
- Lele Melotti – batteria
- Chicco Santulli – chitarra acustica, chitarra elettrica
- Bruno Crovetto – basso
- Gaetano Leandro – sintetizzatore
- Maurizio Preti – percussioni
- Pier Luigi Mucciolo – tromba
- Johnny Capriuolo – trombone
- Claudio Pascoli – sax
- Mara Pacini, Patrizia Di Malta – cori